# Zelentia
Zelentia is een geslacht van weekdieren uit de klasse van de Gastropoda (slakken). De wetenschappelijke naam van het geslacht werd in 2017 gepubliceerd door Korshunova, Martynov & Picton.

## Soorten
- Zelentia fulgens (MacFarland, 1966)
- Zelentia nepunicea Korshunova, Fletcher, Lundin, Picton & Martynov, 2018
- Zelentia ninel Korshunova, Martynov & Picton, 2017
- Zelentia pustulata (Alder & Hancock, 1854)
- Zelentia roginskae Korshunova, Fletcher, Lundin, Picton & Martynov, 2018
- Zelentia willowsi Korshunova, Fletcher, Lundin, Picton & Martynov, 2018